# Björn Nordmark
Björn Olof Nordmark, född 7 januari 1986 i Kävlinge, är en svensk tidigare handbollsspelare (mittsexa/försvarare).

## Karriär
Björn Nordmark fostrades i Kävlinge HK och gick 2004 till Lugi HF tillsammans med klubbkompisen Anders Hallberg, också fostrad i Kävlinge HK. I Lugi blev han ungdomslandslagsspelare i juniorlandslaget liksom Hallberg. Han spelade i elitserien med framgång. Han togs ut till U21-landslaget och var lagkapten där. Han blev knäskada (korsband) i augusti 2007 vid U21-VM, men korsbandet var bara av till hälften. Men i oktober 2007 på en träning i Lugi gick korsbandet av helt. Han hade svårigheter med svullnad i knäet under rehabprocessen och det tog totalt tolv månaders rehab innan han var återställd. Han blev efter korsbandsskadan inte en lika bra spelare. Han spelade fortsatt i Lugis mittförsvar men nu var Johan Fohlin en viktigare pjäs i Lugi. 2011 valde Nordmark att avsluta sin karriär efter 146 matcher och 148 mål i Lugitröjan.